# Флемминг, Зиан
Зиан Флемминг (нидерл. Zian Flemming; 1 августа 1998 года, Амстердам, Нидерланды) — нидерландский футболист, нападающий английского клуба «Бернли».

## Карьера
Флемминг является воспитанником «Аякс». В академию клуба попал в 10 лет. 1 июня 2017 года подписал с «Аяксом» двухлетний контракт. С сезона 2017/18 стал выступать за «Йонг Аякс» — молодёжную команду амстердамцев. 1 сентября дебютировал за команду в поединке Эрстедивизи против «Йонг ПСВ». На 9-й минуте первой карьерной игры отдал голевую передачу на Матео Кассьера. Всего в дебютном сезоне провёл 25 матчей и забил 6 мячей.
2 мая 2018 года подписал трёхлетний контракт с клубом ПЕК Зволле, который начал своё действие с 1 июля 2018 года.
10 августа 2018 года в первом туре сезона 2018/19 дебютировал за новый клуб, параллельно дебютировав в Эредивизи. Произошло это в поединке против «Херенвена». Флемминг вышел на поле в стартовом составе и был заменён на 87-й минуте Тереллом Онданом.
27 августа 2020 года перешёл в «Фортуну» из Ситтарда, подписав с клубом четырёхлетний контракт.